# West Highland Way
La West Highland Way, in italiano via dell'Ovest inglese a seguito di traduzione non letterale (in gaelico scozzese: na Slighe Gàidhealtachd uno Iar), è un sentiero lineare a lunga distanza situato in Scozia, con lo status ufficiale di percorso di lunga distanza rurale carrabile.
Si estende per circa 154,5 km di lunghezza e, passando per Milngavie, cittadina a nord-ovest di Glasgow, raggiunge Fort William, nelle Highlands scozzesi, con una conformazione tipica della collina lungo il percorso e passando nelle vicinanze del Loch Lomond.
È gestito congiuntamente dal Consiglio generale del West Dunbartonshire, dal Consiglio di Stirling, dal Consiglio di Argyll e Bute e dall'Autorità del parco nazionale di Loch Lomond e dei Trossach. Il flusso di persone che passano annualmente per il tragitto con mezzi di trasporto motorizzati ammonta ad 85.000.